# Kyrkofullmäktige
Kyrkofullmäktige är i Svenska kyrkan och Evangelisk-lutherska kyrkan i Finland det högsta beslutande organet på lokal nivå.

## Sverige
Genom lagen om församlingsstyrelse den 6 juni 1930, som trädde i kraft den 1 januari 1932, skulle kyrkofullmäktige finnas i varje församling med minst 5 000 invånare, men församlingar med lägre befolkning kunde också införa kyrkofullmäktige genom att kyrkostämman fattade beslut om det. 1942 bestämdes det att varje församling med minst 1 500 invånare skulle ha kyrkofullmäktige.
Kyrkofullmäktige är det högsta beslutande organet i Svenska kyrkans församlingar eller pastorat.
Kyrkofullmäktige väljs genom direkta kyrkliga val. Röstberättigad är den som är döpt (eller ”medlem i väntan på dop”) samt senast på valdagen har fyllt 16 år. Ledamot av kyrkofullmäktige måste vara medlem i församlingen/pastoratet, vara döpt (eller ha varit förtroendevald innan dopkravet kom till) och ha fyllt 18 år senast på valdagen. Den förtroendevalda kan tituleras kyrkofullmäktig (se Fullmäktige), men kallas vanligen (kyrko)fullmäktigeledamot.
Kyrkofullmäktiges arbetsformer regleras i Kyrkoordningen och ofta antar kyrkofullmäktige en egen arbetsordning med detaljerade bestämmelser. Kyrkofullmäktige leds av ett presidium bestående av en ordförande och en eller flera vice ordförande. (Notera att presidiet inte är något organ i sig, och kan således inte fatta några egna beslut.) Kyrkofullmäktiges storlek varierar från minst 15 ledamöter i församlingar/pastorat med högst 5 000 röstberättigade, till minst 35 ledamöter i församlingar/pastorat med över 20 000 röstberättigade.
Kyrkofullmäktige väljer ledamöter till ett kyrkoråd som är församlingens eller pastoratets styrelse.
I församlingar med färre än 500 medlemmar kunde tidigare det högsta beslutande organet vara kyrkostämma. Det finns numera bara kvar i Hovförsamlingen.

### Kyrkofullmäktige i kyrkliga samfälligheter
Då två eller fler församlingar samverkar i ett pastorat har pastoratet ett kyrkofullmäktige som väljer både pastoratets kyrkoråd och de ingående församlingarnas församlingsråd.
Före 2014 var samfällda kyrkofullmäktige, som valdes genom direkta kyrkliga val, det högsta beslutande organet i kyrkliga samfälligheter. Då hade också alla de samfälligheten ingående församlingar varsitt kyrkofullmäktige eller direktvalt kyrkoråd.

## För Sverige se även
- Stiftsfullmäktige
- Kyrkomötet (Svenska kyrkan)

## Finland[1]
I en självständig församling är Kyrkofullmäktige den högsta beslutande instansen. Kyrkofullmäktige väljs vart fjärde år av dem som är medlemmar i kyrkan och fyllt 16 år. 
Kyrkofullmäktige leds av en lekman som väljs inom fullmäktige.
Kyrkofullmäktige ansvarar för församlingens budget, bokslut, besluter om de viktigaste tjänstetillsättningarna förutom val av kyrkoherde, fastställer kyrkskatten och besluter om fastigheter och inrättandet av nya tjänster och drar upp riktlinjer för församlingsverksamheten.  
Kyrkofullmäktige väljer kaplanerna, har rösträtt vid val av stiftsfullmäktige, val av lekmannarepresentanter till kyrkomötet och elektorer för val av biskop. 
I en kyrklig samfällighet utövar det gemensamma kyrkofullmäktige i stort sett samma uppgifter, med undantag för dem som direkt gäller en enskild församling. Det gemensamma kyrkofullmäktige väljs för en fyraårsperiod av medlemmarna som fyllt 16 år. i församlingarna som hör till en kyrklig samfällighet sköter församlingsrådet kyrkofullmäktiges uppgifter. Församlingsrådet väljs genom allmänna val av de medlemmar som fyllt 16 år. Församlingsrådet tillsätts vart fjärde år.

## För Finland se även
- Kyrkomötet (Evangelisk-lutherska kyrkan i Finland)
- Stiftsfullmäktige